# Trenton (Nouvelle-Écosse)
Pour les articles homonymes, voir Trenton.
Trenton (en gaélique écossais: Baile Na Stàilinn) est une ville canadienne située dans le Comté de Pictou en Nouvelle-Écosse.

## Démographie
| 2001  | 2006  | 2011  | 2016  |
| ----- | ----- | ----- | ----- |
| 2 798 | 2 741 | 2 616 | 2 474 |